# Ämilie Juliane von Schwarzburg-Rudolstadt

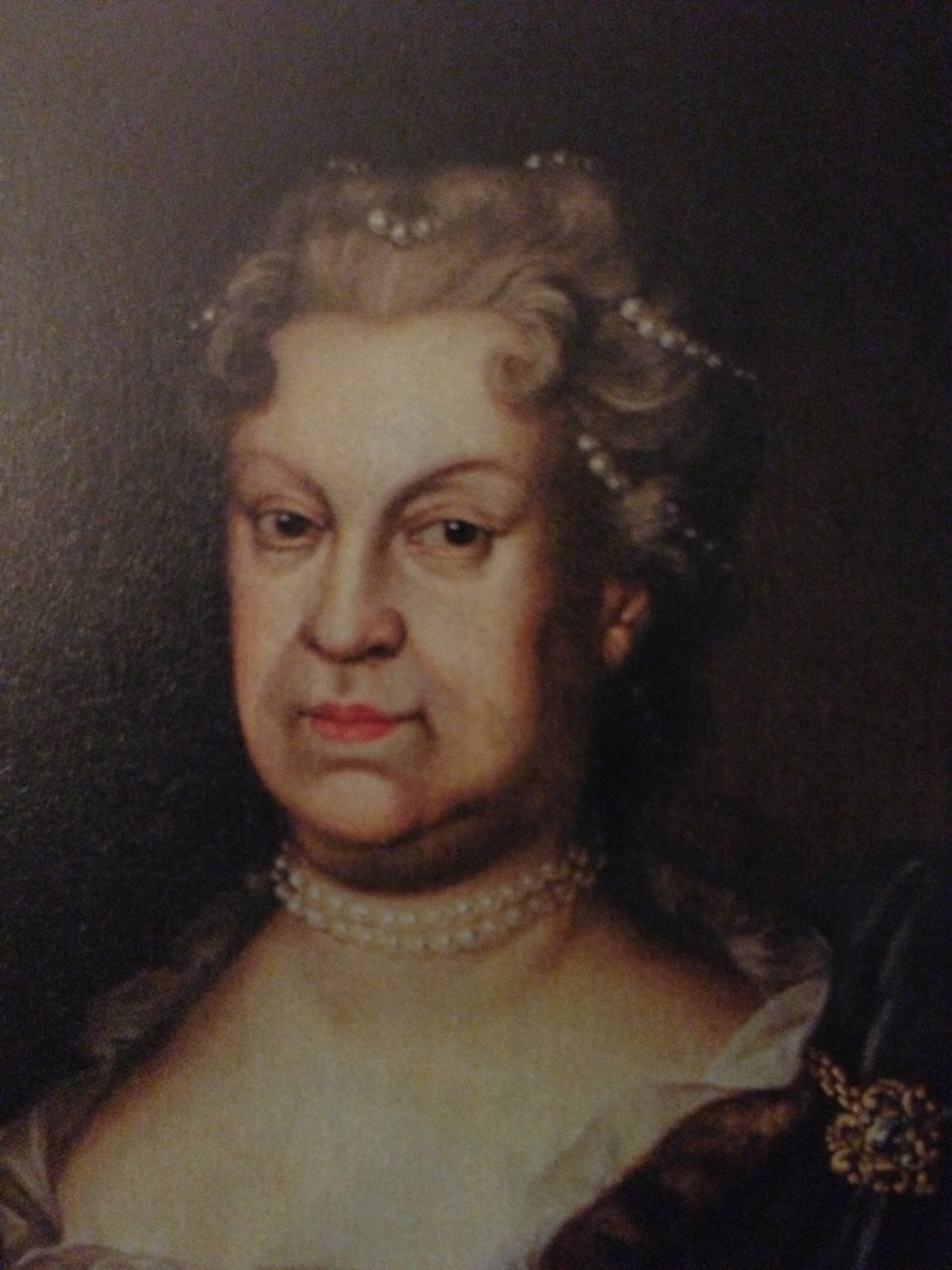
Ämilie Juliane

Ämilie Juliane von Schwarzburg-Rudolstadt (Kasteel Heidecksburg te Rudolstadt, 19 augustus 1637 - Rudolstadt, 3 december 1706) was een Duitse gravin van Schwarzburg-Rudolstadt en dichteres.
Ämilie Juliane von Schwarzburg-Rudolstadt werd geboren als dochter van graaf Albrecht Friedrich van Barby en Mühlingen en gravin Sophie Ursula van Oldenburg en Delmenhorst. De ouders van Ämilie Juliane waren tijdens de Dertigjarige Oorlog tijdelijk gevlucht naar Heidecksburg (de graaf was een oom van Albrecht Friedrich van Barby en Mühlingen). Tijdens dit verblijf werd Ämilie Juliane geboren. Later keerde het gezin terug naar Barby en Mühlingen, maar toen ze op haar vijfde wees werd, werd Ämilie Juliane opgenomen in het gezin van de graaf van Schwarzburg-Rudolstadt. In die pleeggezin had ze drie pleegzussen en een pleegbroer.
In 1665 trouwde ze met deze pleegbroer, de twee jaar jongere Albert Anton. Met hem kreeg ze twee kinderen, van wie de jongste al na drie dagen stierf. Ämilie Juliane was verantwoordelijk voor het huishouden op het kasteel, waar 152 mensen werkten. In 1672 verloor ze binnen nauwelijks een maand haar drie pleegzussen (inmiddels schoonzussen), later zou ze ook nog een kleinkind verliezen. Rond haar dertigste werd ze bovendien ziekelijk en naarmate ze ouder werd kreeg ze steeds meer lichamelijke klachten.
Naast gravin was Ämilie Juliane ook dichteres van geestelijke liederen en gedichten. Van haar zijn 587 werken bekend. In 1683 verscheen een eerste verzameling Geistliche Lieder und Gebete vor und nach Erlangung des göttlichen Ehesegens aus landesmütterlichem Herz, Mund und Hand ihren Landeskindern zu erwünschter Erbauung mitgetheilt, in 1685 gevolgd door een tweede bundel Tägliches Morgen-, Mittags- und Abendopfer, bestehend in Gebet-Seufzern und geistlichen Liedern. Na haar dood verschenen nog enkele verzamelingen van haar werk.
Een van de bekendste werken is waarschijnlijk het lied Wer weiß, wie nahe mir mein Ende, mede omdat er al snel een twist ontstond wie dit lied geschreven had. Aanvankelijk werd het toegeschreven aan Georg Michael Pfefferkorn, maar pas later werd bewezen dat Ämilie Juliane von Schwarzburg-Rudolstadt de schrijfster was. Johann Sebastian Bach gebruikte dit stervenslied als openingskoor van zijn gelijknamige cantate Wer weiß, wie nahe mir mein Ende.